# Доктрина Эйзенхауэра
Доктрина Эйзенхауэра (англ. Eisenhower Doctrine) — внешнеполитическая программа (доктрина), объявленная президентом США Д. Эйзенхауэром в послании Конгрессу США 5 января 1957 года.
Согласно этой доктрине, любая страна может запросить экономическую или военную помощь у США, если она подвергается военной агрессии со стороны другого государства. Эйзенхауэр подчеркнул советскую угрозу в своей доктрине, выражая готовность американских войск «обеспечивать и защищать территориальную целостность и политическую независимость стран, нуждающихся в помощи против военной агрессии любой нации, контролируемой международным коммунизмом».

## Цели и значение доктрины
В глобальном политическом контексте Доктрина дополняла доктрину массированного возмездия и была сделана в ответ на возможность масштабного военного конфликта, возникшую в результате попытки Советского Союза использовать Суэцкий кризис в качестве повода вторгнуться в Египет. В результате вакуума власти, возникшего в регионе в результате неудачи британской и французской сторон в войне, Эйзенхауэр считал необходимым усиление собственного влияния в регионе. Ситуация осложнялась позицией, занятой египетским лидером Г. А. Насером, который быстро развернул базу и использовал её для сталкивания интересов США и Союза ССР. При этом он оставался «позитивно нейтральным», получая в то же время помощь от Советов.